# باندولف السادس من كابوا
باندولف السادس (أو باندولف الخامس) (توفي 1057) كان خليفة باندولف الرابع من كابوا منذ وفاة الأخير عام 1050 حتى وفاته هو بعد سبع سنين. كان ابن باندولف الرابع وماريا. شارك والده في حكم دوقية جيتا منذ 1032-1038.
كان حاكمًا ضعيفًا تراجعت في عهده أهمية الإمارة وتأثيرها. عند وفاته، انهارت الدولة على الفور تحت حكم أخيه لاندولف الثامن. سقطت كابوا نفسها في غضون عام بيد ريتشارد من أفيرسا.